# Simonyi Ernő
Simonyi és varsányi Simonyi Ernő (Zsámbokrét, 1821. december 18. – Abbázia, 1882. március 28.) országgyűlési képviselő.

## Élete
Iskoláit Nyitrán, Tatán, Vácon, Nagyszombatban és Pozsonyban járta. 1848 előtt Nyitra-, Trencsén- és Bars vármegyék közgyűlésein tevékeny részt vett a közügyek tárgyalásában, mindig az ellenzék soraiban. 1848-ban Nyitra vármegye bajmóci járásának törvényszéki elnöke volt és a privigyei kerületben a választók nagy többsége országgyűlési képviselőnek választotta, de a választást formai hibák miatt nem igazolták, hazatért. Az 1848–49-es forradalom és szabadságharc során előbb egy Jozef Miloslav Hurban elleni expedícióban vett részt, mint önkéntes, később Lipótváron magát kiképezvén, a Balthasar Simunich elleni hadjáratban szintén mint önkéntes tüzér működött. Az év végével vármegyéjét az ellenség megszállta, emiatt Komáromba menekült, ahol a téli ostrom alatt intézett kirohanások alkalmával többször kitüntette magát.
1849 elején gerillacsapatot toborzott és februárban, mint annak parancsnoka, Nyitra és Bars vármegyében az ellenség háta mögött működött, de 70 emberből álló csapata szétveretvén, március végével Debrecenbe ment; onnét azonban az ellenség elvonultával csakhamar visszajött Nyitra vármegyébe és mint központi főbírónak, a hadsereg szervezetében és újoncozásában, valamint a vármegyében tanyázó három hadosztály élelmezésében kitűnő része volt. A hadi szerencse fordultával ismét honvéd lett és Komáromot védte Klapka tábornokkal. A vár feladása után külföldre menekült.
Hamburgból, ahol csak néhány hónapot töltött, 1850-ben Angliába ment és ott 1853-tól egy Payne nevű kvéker családnál Bridgewaterben mint nevelő hat évet töltött. Időközben növendékével huzamosabb időre Párizsba utazott és ott az «École des mines» «College de France» «Jardin des Plantes» és a «Sorbonne» tanintézeteket látogatta, szorgalmasan tanulmányozván a vegy- és természettani tudományokat. Tanítványai letévén a doktori vizsgát, e családot 1857 végén elhagyta, Londonba költözött és hét évig a föld- és ásványtanból magántanársággal tartotta fenn magát. Szabadidejében a British Museum kéziratgyűjteményében kutatott és lemásolta a Magyarországra vonatkozó történelmi okmányokat. Történetirodalmunk anyagát az Akadémiához intézett számos küldeménnyel gyarapította.
Amikor 1859-ben egy angol kereskedőház érdekében Német-, Francia-, Spanyol- és Olaszországban utazott, ez utóbbi országban a háború kitörésekor a magyar légióhoz csatlakozott. A villafrancai fegyverszünet után azonban visszatért Angliába, de elhagyott helyét többé vissza nem nyerhetvén fényképészettel foglalkozott. 1861-ben a privigyei kerület egyhangúlag választotta meg képviselőjének. Ekkor vissza akart térni hazájába, de ezt tőle megtagadták, így két hónap múlva bekövetkezett igazoltatása után engedély nélkül készült bejönni. E célból Párizsba érkezvén, ott tudta meg, hogy báró Vayt gróf Forgách váltotta fel a kancellárságban és ezzel a kiegyezkedhetés minden reményét föladván, visszament újból Angliába és az abbahagyott fényképészet helyett Bridgewarterben egy tégla- és cementgyár igazgatását vette át. Innét azonban, mint a világhírű sheffieldi acélgyár (Turton és társai) teljhatalmú képviselője Párizsba ment. Újból bejárta ezután Nyugat-Európa nagy részét.
Amikor a kiegyezés után a szabadságharcban részt vettek visszatérhettek, 1868. áprilisban Simonyi is visszatért Angliából és attól fogva mint országgyűlési képviselő, élénken vett részt a közügyek intézésében. 1869. március 18-án a németürögi (Baranya vármegye) kerület országgyűlési képviselővé választotta meg és mint ilyen a Függetlenségi Párthoz tartozott. 1880-ban betegeskedni kezdett, gyomorbajban szenvedett; 1881 késő őszén Abbáziába ment, hogy ennek enyhe éghajlata alatt töltse el a telet, ahol 1882. március 28-án meghalt. Holttestét Budapestre vitték.
Cikke a Századokban (1868. András magyar királyfi sírja Nápolyban); levelei a Pesti Hirlapban (1882. 87., 91. sz. kivonatban 1861-ből); a Békésben (1884. 1. sz. S. levele az emigratióból, Terényi Lajos halálakor 1863. április 14.); az Aradi Közlönyben (1885. 5., 6. sz. S. leveleiből).

## Művei
- Magyar történelmi okmánytár, londoni könyv- és levéltárakból. Összeszedte és lemásolta ... 1521-1717. Pest, 1859. (Magyar történelmi emlékek I. osztály V. kötet. Ismertető terjedelmes bevezetéssel 60 darab irat, melyek közül hat származik a mohácsi vészt megelőző időből és szintén csak hat a XVII. századból.) Online
- Angol diplomatiai iratok II. Rákóczi Ferencz korára. Angol levéltárakból közli. Budapest, 1871., 1873., 1877. Három kötet. (Archivum Rákóczianum II. osztály. Diplomatia I-III.) Első kötet Második kötet Harmadik kötet
- Simonyi Ernőnek a képviselőházban 1874. febr. 1-én a keleti vasút tárgyában tartott beszéde. Uo. 1874.

Alapította és szerkesztette a Szombati Lapokat 1872. jan. 6-tól szeptember 30-ig Budapesten. Országgyűlési beszédei a Naplókban vannak.